# (100732) Blankavalois
(100732) Blankavalois es un asteroide perteneciente al cinturón de asteroides descubierto el 19 de febrero de 1998 por el equipo del Observatorio Kleť desde el Observatorio Kleť, České Budějovice, República Checa.

## Designación y nombre
Designado provisionalmente como 1998 DQ. Fue nombrado Blankavalois en homenaje a Blanka (o Blanche) de Valois, la primera esposa de Carlos IV, Sacro Emperador Romano y Rey de Bohemia. Se casaron como niños en 1329. Blanche dio a luz a dos hijas. El hermano de Blanche se convirtió en Felipe VI, rey de Francia.

## Características orbitales
Blankavalois está situado a una distancia media del Sol de 2,644 ua, pudiendo alejarse hasta 2,947 ua y acercarse hasta 2,341 ua. Su excentricidad es 0,114 y la inclinación orbital 14,05 grados. Emplea 1570,87 días en completar una órbita alrededor del Sol.

## Características físicas
La magnitud absoluta de 1998 DQ es 15,2. 